# Distrofia endotelial de Fuchs
La distrofia endotelial de Fuchs, también llamada distrofia endotelioepitelial de Fuchs o simplemente distrofia de Fuchs, es una enfermedad de los ojos que afecta a la córnea, tiene origen genético y está incluida dentro del grupo de las distrofias corneales. Es de curso lento y progresivo, afecta a ambos ojos y es algo más frecuente en mujeres que en varones.
Los primeros síntomas pueden detectarse alrededor de los 30 o 40 años, aunque raramente afecta a la capacidad visual antes de los 50 o 60. Cuando la enfermedad se encuentra en fase avanzada, produce pérdida de transparencia de la córnea, que puede hacer necesaria una queratoplastia (trasplante de córnea). Fue descrita por el oftalmólogo vienés Ernst Fuchs (1851-1930) y no debe confundirse con otras lesiones que también llevan su nombre, como la mancha de Fuchs, el creciente miópico o coloboma de Fuchs y la ciclitis heterocrómica de Fuchs.

## Causas
Puede ser hereditaria, según un patrón de herencia autosómico dominante. En este caso, si alguno de los padres presentan la enfermedad, el hijo tendrá una probabilidad del 50% de padecerla, aunque también ocurre de forma aislada en personas que no tienen ningún antecedente familiar conocido.

## Evolución
- Estadio I. Aparecen en la capa más interna de la córnea que se llama endotelio corneal, una serie de lesiones que consisten en protuberancias que simulan gotas, por lo que se las llama guttata (córnea guttata). Estas aumentan en número progresivamente y se extienden desde el centro de la córnea a la periferia.

- Estadio II. Surge edema (acumulación de líquido) en la capa central de la córnea, que se llama estroma corneal. Esta se hace más gruesa y la visión es cada vez más borrosa.

- Estadio III. Se afecta la capa más superficial de la córnea, que se llama epitelio, en la que se forman bullas. Ello ocasiona dolor; la visión va disminuyendo, pues se producen fenómenos de cicatrización que ocasionan que la córnea pierda su transparencia y la luz no pueda penetrar en el interior del ojo.